# Ulica Piwna w Gdańsku
Ulica Piwna – ulica w Gdańsku. Od strony Motławy jest przedłużeniem ulicy Chlebnickiej, zaczynającej się Bramą Chlebnicką. Przy końcu ulicy znajduje się Wielka Zbrojownia (zbudowana na początku XVII w. i pełniąca funkcje miejskiego arsenału), współcześnie zaadaptowana na potrzeby handlu.

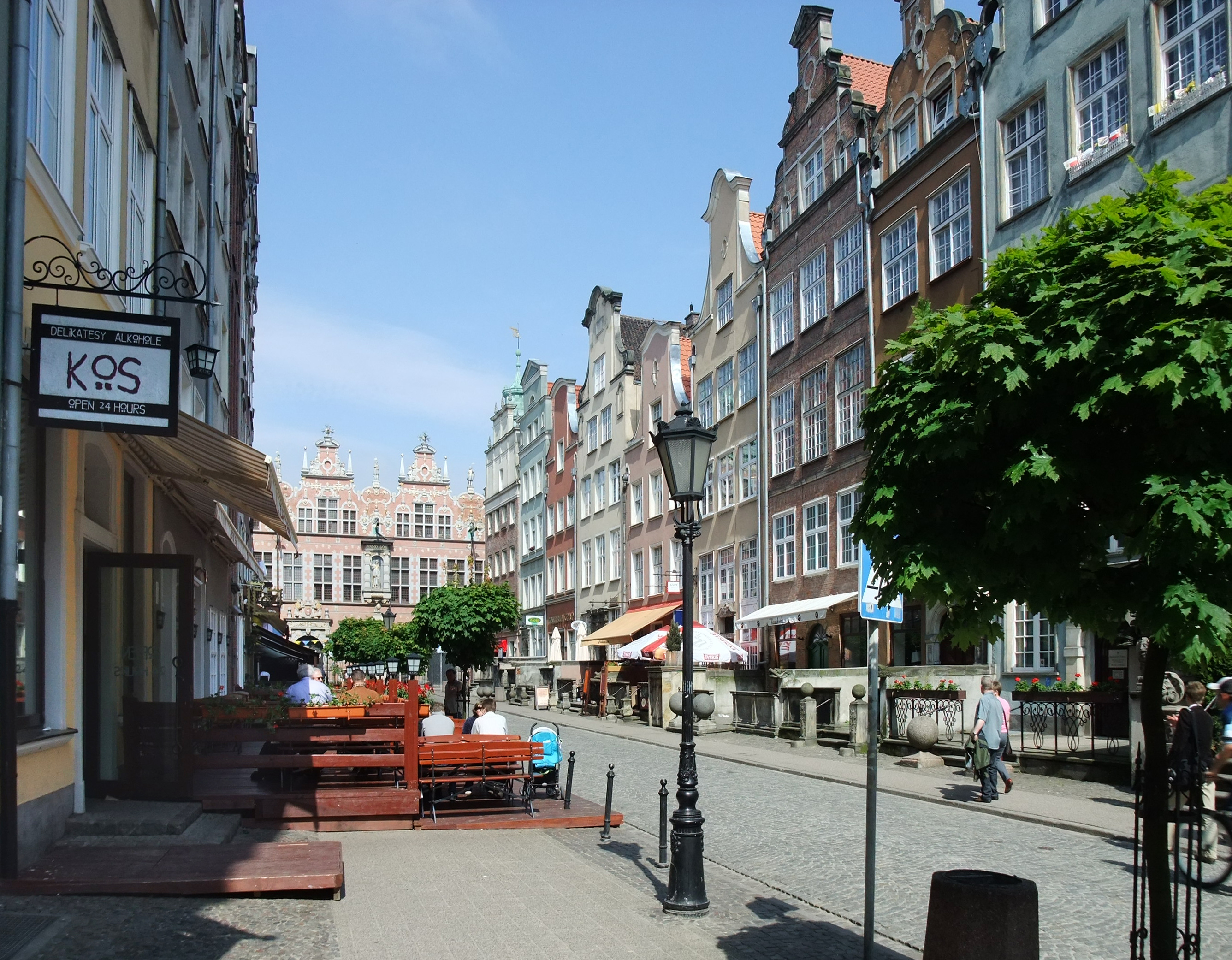
Ulica Piwna po remoncie nawierzchni, 2010

Przed 1945 ulica nosiła niemieckojęzyczną nazwę Jopengasse od warzonego ówcześnie w Gdańsku, znanego w Europie, gatunku mocnego piwa, tzw. piwa jopejskiego.
Najznamienitszym gdańszczaninem mieszkającym przy ul. Piwnej był żyjący na przełomie XVI i XVII w. architekt Jan Strakowski. 
Około 1897 przy ul. Piwnej 2 mieściła się agencja konsularna USA. W latach 30. w budynkach o numerach 8-11 urzędował gdański gauleiter NSDAP Albert Forster. 19 września 1939 roku Forster podejmował tu Hitlera. W tym czasie kamienica pod numerem 11 posiadała na elewacji wykutego z piaskowca, stylizowanego orła ze swastyką w wieńcu z liści dębowych, będącego godłem NSDAP.
Od 2008 w sezonie turystycznym ulica jest wyłączona z ruchu kołowego i zamieniona w deptak.
Do 15 listopada 2017 funkcjonował tu II Komisariat Policji, przeniesiony następnie na ul. Długa Grobla.

## Kamieniczki
- Dom Schlütera